# Парфянские правители
Правители Парфянского царства (250 год до н. э. — 227 год н. э.)

## Правители парфян (парнов) в Парфии. Столица Ниса
- 1. Сиявуш (Сияварша, ок. 500 до н. э.).
- 2. сын.
- 3. Ашкан, сын.
- 4. Шапур, сын.
- 5. Вологез (Балаш), сын.
- 6. Ашкан, сын.
- 7. Аршак (Ашк), сын (ок. 250 − 47, с 248 шах Ирана).

## Аршакиды(248 до н. э. — 227 н. э.)
Иран, Месопотамия, Закавказье.

Столицы: Ниса, Гекатомпил, Ктесифон.

Титул: шахиншах (царь царей).
- 1. Аршак I (248 − 247).
- 2. Тиридат I, брат (247 − 211).
- 3. Артабан I, сын (211 − 191).
- 4. Фрияпатий (Филопатор), сын (191 − 176).
- 5. Фраат I (Теопатор), сын (176 − 171).
- 6. Митридат (Михрдат) I, брат (171 − 138)[1]
- 7. Фраат II, сын (138 − 128)[1]
- 8. Артабан II, сын 4 (128 − 123)[1]
- 9. Митридат II, сын (123 − 87)[1]
- 10. Готарз I (91 − 78)[1]
- 11. Ород I (Мнастир, ок. 78 − 77)[1]
- 12. Синатрук, сын 9 (ок. 77 − 70).
- 13. Фраат III, сын (ок. 70 − 58, сопр. с 77)[1]
- 14. Митридат III, сын (58 − 55)[1]
- 15. Ород II, брат (55 − 36)[1]
- 16. Фраат IV, незакон. сын (36 − 30, 29 − 28, 26 − 2 до н. э.)[1]
- 17. Тиридат II (30 − 29, 28 − 26)[1]
- 18. Фраат V (Фраатак), незакон. сын 16 (2 до н. э. — 4 н. э.)[1]
- 19. Ород III (4 − 7)[1]
- 20. Вонон I, сын 16 (7 − 12, 14 − 17, царь Армении 10 − 15)[1]
- 21. Артабан III (12 − 35, 36 − 38)[1]
  - Фраат VI (претендент 35)[1]
- 22. Тиридат III (35 − 36)[1]
- 23. Готарз II, внук 16 (на севере 38 − 51)[1]
- 24. Вардан, сын 21 (на юге 38 − 47)[1]
  - Артабан (претендент 38)[1]
  - Митридат (прет. 45/9)[1]
- 25. Вонон II, дядя (51 − 52)[1]
- 26. Вологез (Валаш) I, сын (51 − 80).
- 27. Артабан IV (80 − 81)[1]
- 28. Пакор (81 − 115, прет. с 78).
- 29. Ороз (сопр. 110 − 15, 117 − 128).
- 30. Вологез II, сын (115 − 117)[1]
  - Манизар (претендент 114 − 115)[1]
  - Партамаспат (претендент 116 − 117)[1]
- 31. Митридат IV (128 − 147, прет. в 107 − 112).
- 32. Вологез III (Пероз), сын 30 (148 − 191/2).
- 33. Вологез IV, сын (191/2 − 207)[1]
- 34. Вологез V, сын (207 − 13, в Селевкии до 228)[1]
- 35. Артабан V, брат (в Сузах 213 − 26)[1]
  - Артавазд, сын 34 (в Атропатене 226 − 27)[1]

226 завоевание Сасанидов.